# Troy (Idaho)
Pour les articles homonymes, voir Troy (homonymie).
Troy est une ville américaine située dans le comté de Latah en Idaho.
Selon le recensement de 2010, Troy compte 862 habitants. La municipalité s'étend sur 0,79 mille carré (2,05 km2).